# FADS3
FADS3 (англ. Fatty acid desaturase 3) – білок, який кодується однойменним геном, розташованим у людей на 11-й хромосомі. Довжина поліпептидного ланцюга білка становить 445 амінокислот, а молекулярна маса — 51 145.
| 10         |  | 20         |  | 30         |  | 40         |  | 50         |
| ---------- |  | ---------- |  | ---------- |  | ---------- |  | ---------- |
| MGGVGEPGPR |  | EGPAQPGAPL |  | PTFCWEQIRA |  | HDQPGDKWLV |  | IERRVYDISR |
| WAQRHPGGSR |  | LIGHHGAEDA |  | TDAFRAFHQD |  | LNFVRKFLQP |  | LLIGELAPEE |
| PSQDGPLNAQ |  | LVEDFRALHQ |  | AAEDMKLFDA |  | SPTFFAFLLG |  | HILAMEVLAW |
| LLIYLLGPGW |  | VPSALAAFIL |  | AISQAQSWCL |  | QHDLGHASIF |  | KKSWWNHVAQ |
| KFVMGQLKGF |  | SAHWWNFRHF |  | QHHAKPNIFH |  | KDPDVTVAPV |  | FLLGESSVEY |
| GKKKRRYLPY |  | NQQHLYFFLI |  | GPPLLTLVNF |  | EVENLAYMLV |  | CMQWADLLWA |
| ASFYARFFLS |  | YLPFYGVPGV |  | LLFFVAVRVL |  | ESHWFVWITQ |  | MNHIPKEIGH |
| EKHRDWVSSQ |  | LAATCNVEPS |  | LFTNWFSGHL |  | NFQIEHHLFP |  | RMPRHNYSRV |
| APLVKSLCAK |  | HGLSYEVKPF |  | LTALVDIVRS |  | LKKSGDIWLD |  | AYLHQ      |

A: Аланін

C: Цистеїн

D: Аспарагінова кислота

E: Глутамінова кислота

F: Фенілаланін

G: Гліцин

H: Гістидин

I: Ізолейцин

K: Лізин

L: Лейцин

M: Метіонін

N: Аспарагін

P: Пролін

Q: Глутамін

R: Аргінін

S: Серин

T: Треонін

V: Валін

W: Триптофан

Кодований геном білок за функцією належить до оксидоредуктаз. 
Задіяний у таких біологічних процесах, як метаболізм жирних кислот, метаболізм ліпідів, транспорт, біосинтез жирних кислот, біосинтез ліпідів, транспорт електронів. 
Локалізований у мембрані, ендоплазматичному ретикулумі.